# Rubia tinctorum

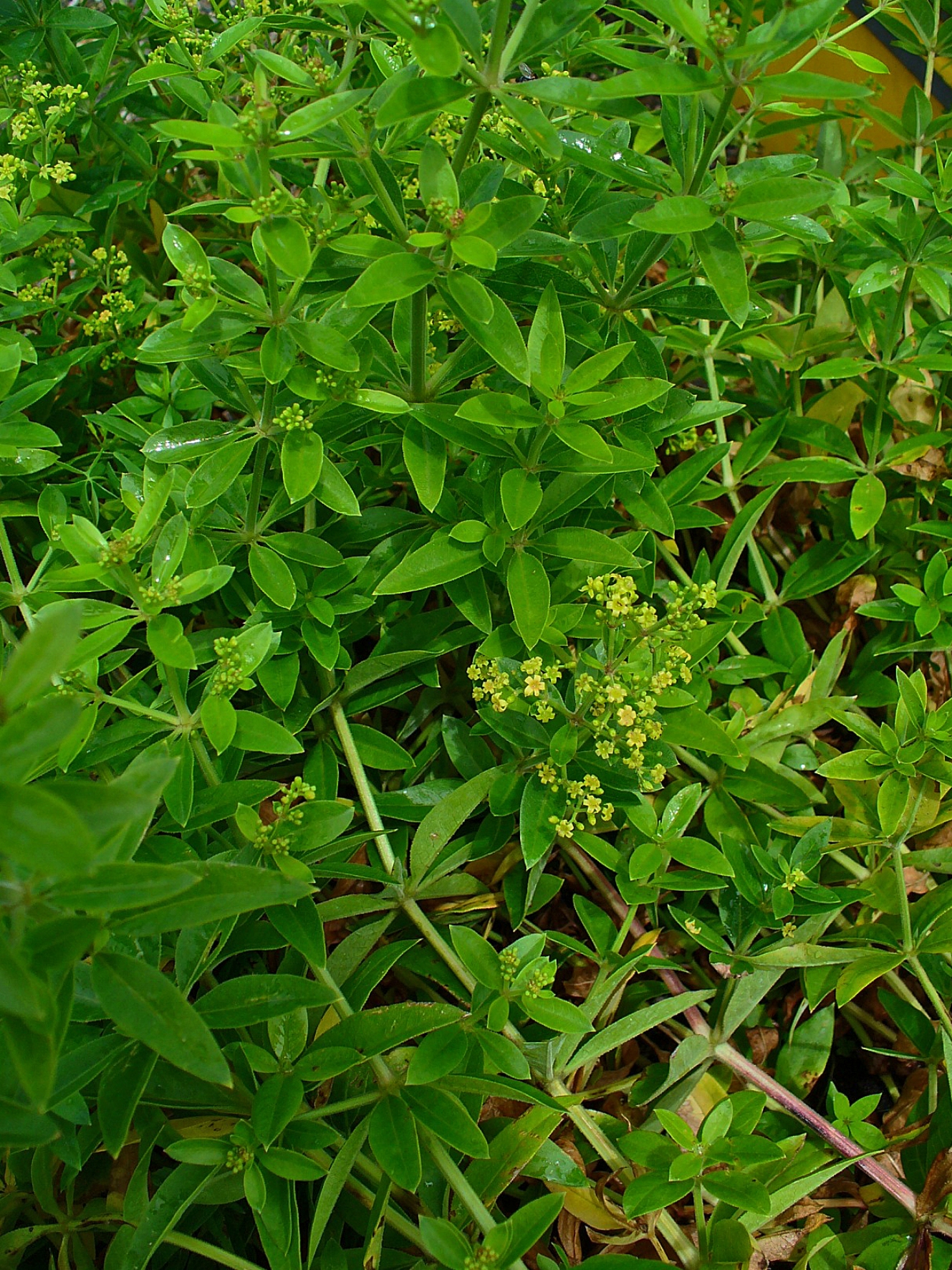
Hábito.

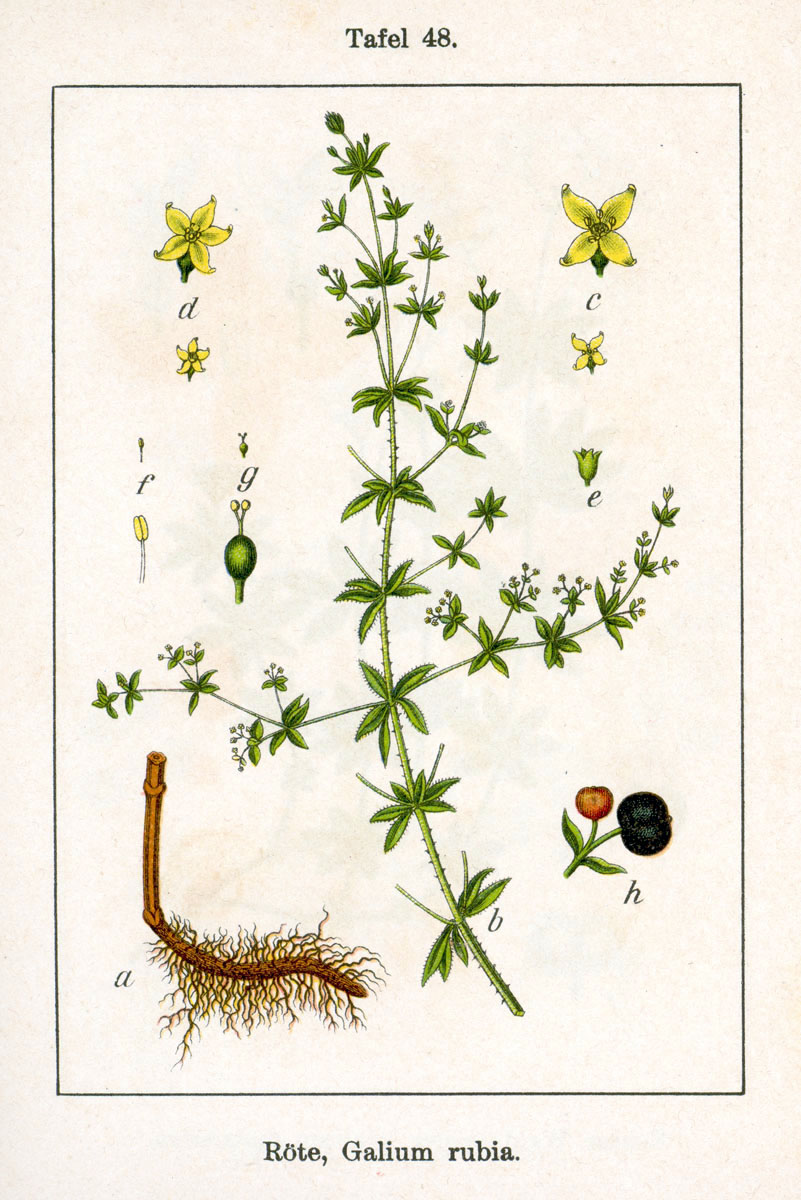
Ilustração.

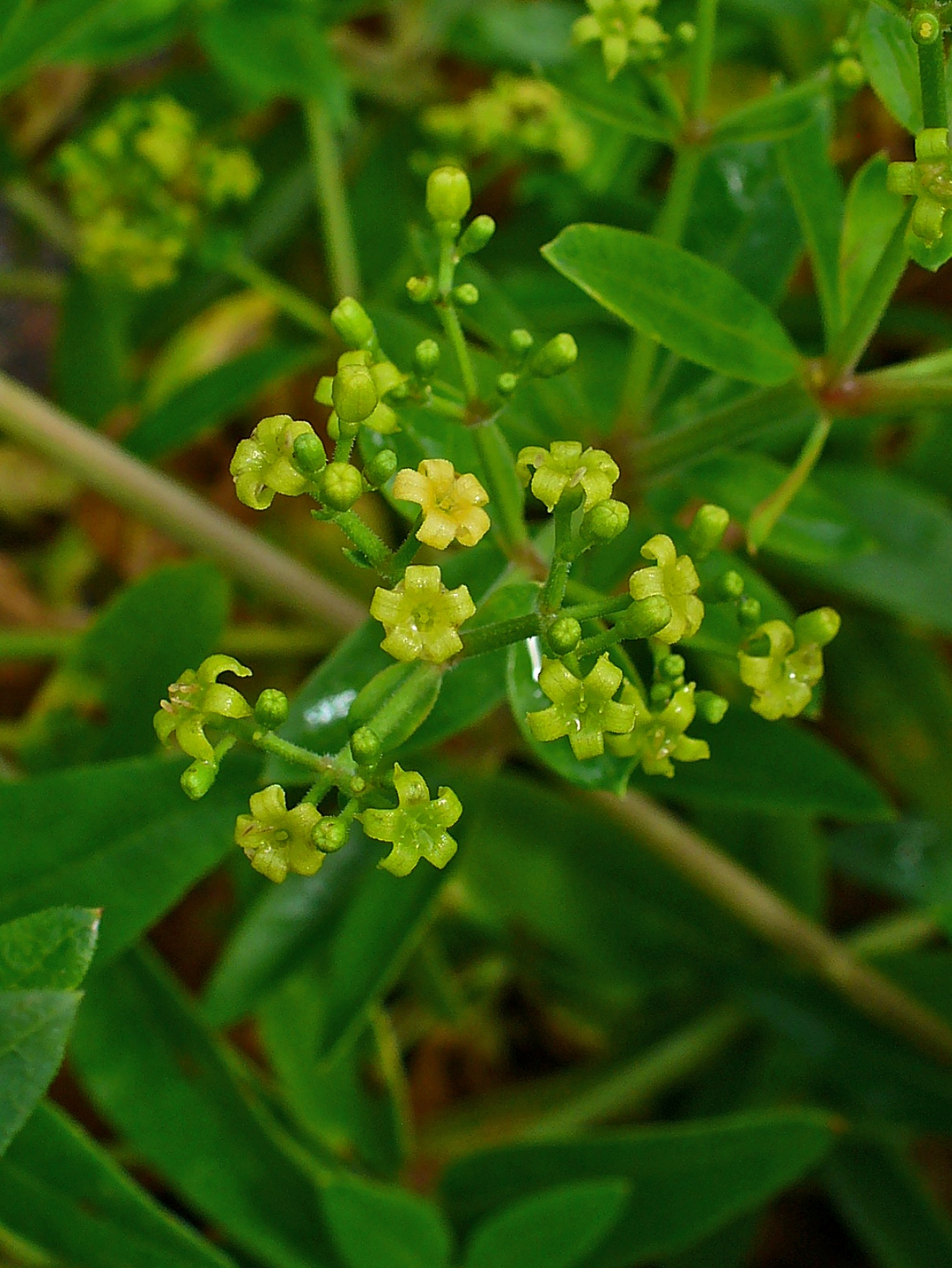
Inflorescência.

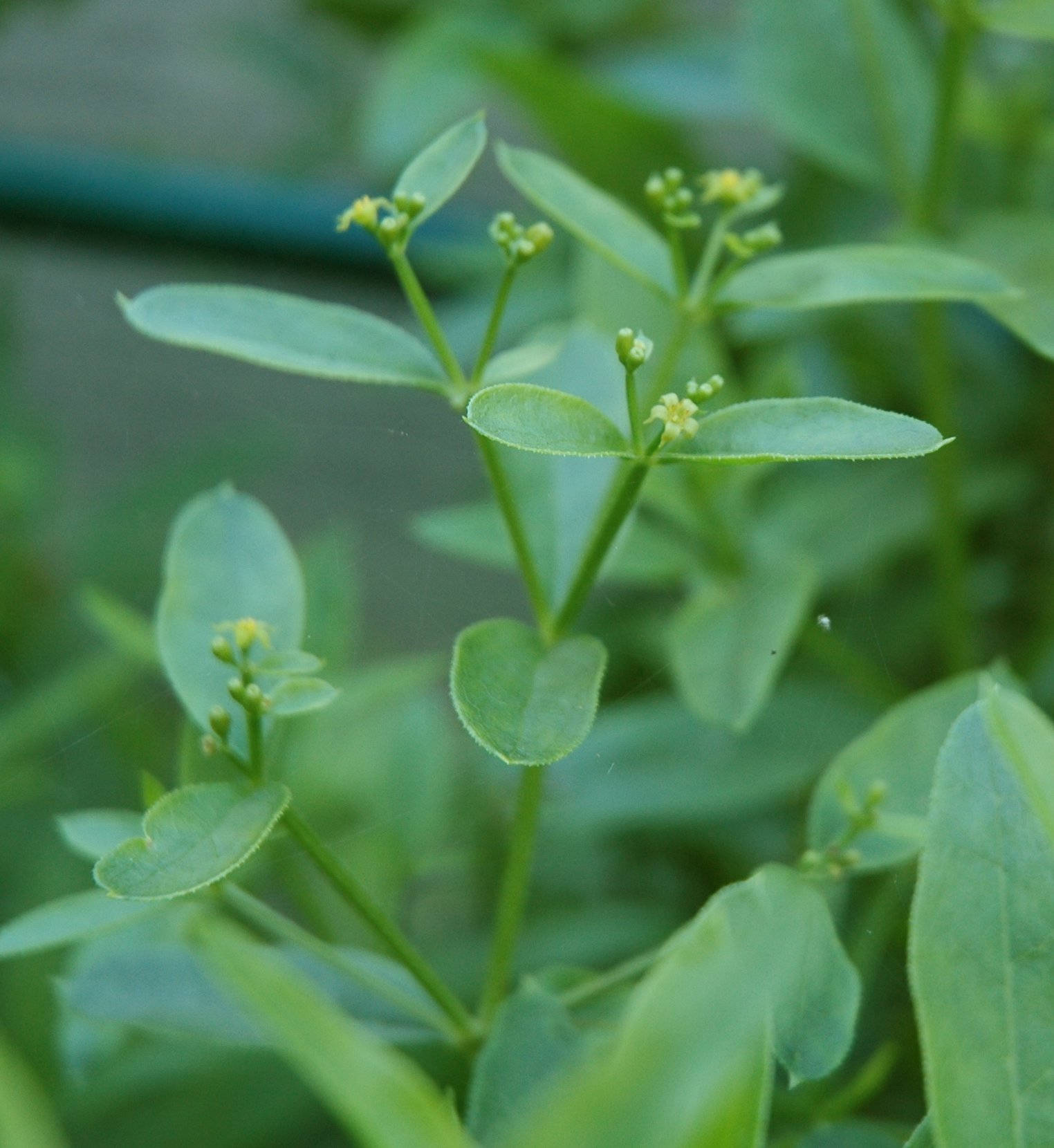
Flores.

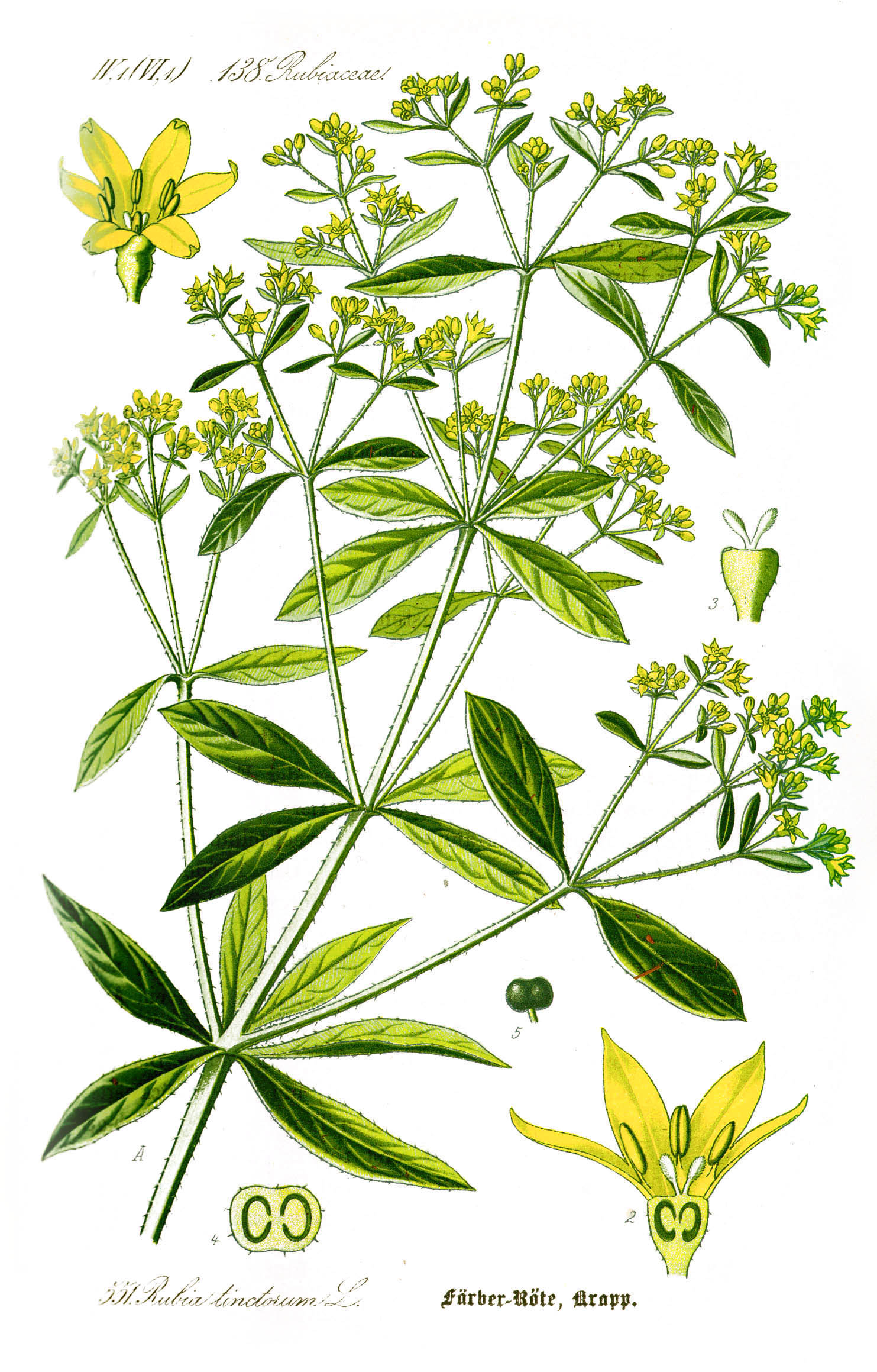
R. tinctorum (ilustração da obra Deutschlands Flora in Abbildungen de Jacob Sturm).

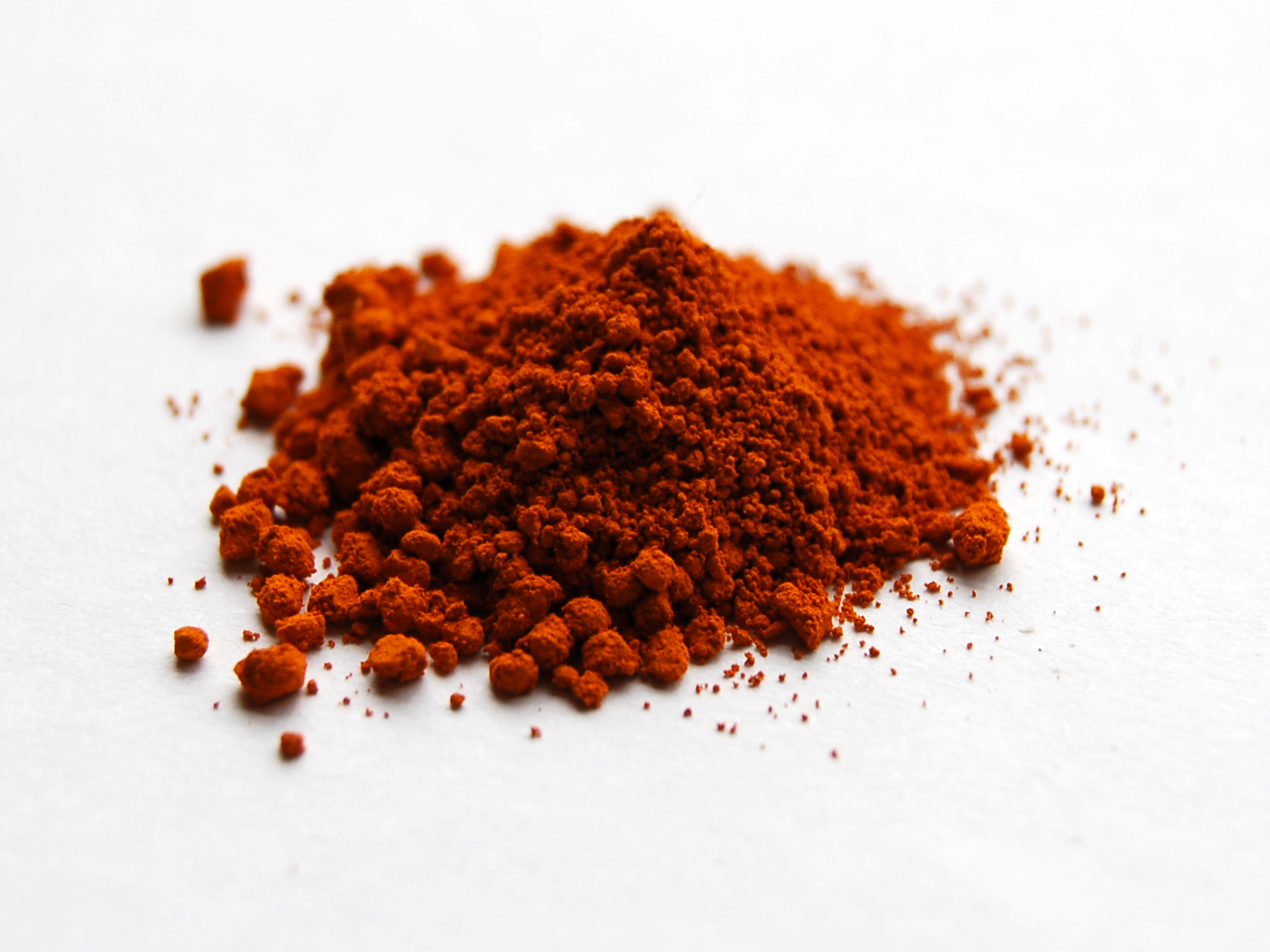
Amostra de alizarina.

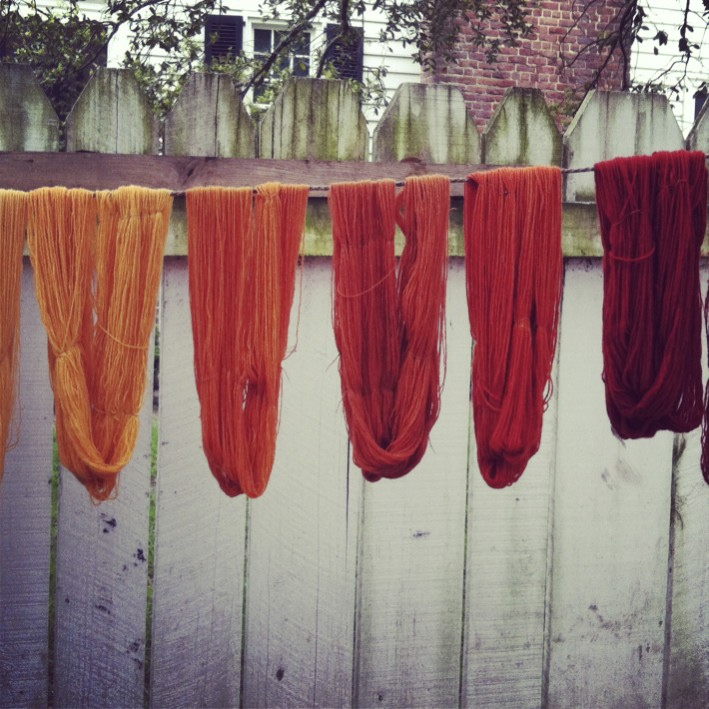
Meadas tingidas com raiz da garança.

Rubia tinctorium L., commumente conhecida como ruiva-dos-tintureiros, é uma espécie de fanerógama herbácea da família das rubiáceas, originária da região do Mediterrâneo, que atinge até 90 cm de altura. As folhas são ásperas e repletas de espinhos e suas flores são amarelas ou azuladas. As raízes fornecem substâncias corantes vermelhas como a purpurina e a alizarina. Foi muito comercializada pela Gália durante o século V.

## Nomes comuns
Dá ainda pelos seguintes nomes comuns: garança, granza, granza-dos-tintureiros e solda-grande.

## Descrição
Esta espécie do género Rubia é uma planta originária das regiões mediterrânicas e temperadas do sudoeste da Europa, com distribuição natural desde a Irlanda ao norte de África, preferindo as zonas montanhosas e húmidas. Teve uma grande difusão pelo sul da Europa e pelo Médio Oriente, sendo cultivada em extensas regiões de ambas as margens do Mediterrâneo devido à sua utilização em tinturaria. A sua raiz era utilizada para fabricar pigmentos de coloração rosa e vermelha destinados à indústria têxtil. Para além disso, era considerada uma planta medicinal com uma ampla utilidade farmacológica.
R. tinctorum é um fanerófito perenifólio que pode crescer até cerca de 1,0 m de altura, caracterizado pela presença de uma forte raiz avermelhada. O caule é ramificado, com uma característica secção tetragonal. Por vezes apresenta espinhos. As folhas apresentam de quatro a seis vértices, com um pecíolo minúsculo de 1–2 mm de comprimento.
As flores são hermafroditas, agrupadas em inflorescências parcialmente racimosa, paniculóide e pouco piramidal.
Os frutos são carnudos, em forma de baga, negros quando maduros.

## Usos
Esta planta é cultivada em terrenos húmidos, profundamente lavrados e adubados no outono. As sementes são recolhidas nos meses de Agosto e Setembro e a sementeira é feita em Março. As raízes da planta são deixadas crescer durante 18 meses. Passado este tempo, as raízes são arrancadas em Setembro e colocadas de imediato a secar à sombra. Quando secas são molhadas e reduzidas a pó num moinho. Um campo de Rubia dura 10 anos e em todo este tempo apenas se lavra uma vez ao ano.
Tinturaria
A primeira aparição do uso de corantes ocorreu no Antigo Egipto, onde apesar da maioria dos pigmentos utilizados serem inorgânicos, restos de tecidos encontrados em múmias daquela época revelam que já no ano 2500 a. C. se utilizava o vermelho de alizarina extraído de plantas do género Rubia. Durante séculos, este rubro luminoso, também conhecido como vermelho-turco ou rubia tinctorum, foi o único corante vermelho resistente à luz que se conhecia.
Um custoso e complicado processo de secagem foi usado em todas as regiões do Médio Oriente para o tingimento do algodão.
Farmacologia
A parte da planta utilizada como planta medicinal é a raiz e, ocasionalmente, as folhas. Para este fim, a raiz das plantas que tenham pelo menos 2 anos de idade são recolhidas, limpas de todas as partes verdes, cuidadosamente lavadas e deixadas a secar ao sol. A secagem também se pode realizar com um secador, desde que nunca se supere os 50 °C, condição para que as raízes mantenham a cor avermelhada e conservem os princípios activos nelas existentes.
Os princípios activos presentes são os iriroides do grupo do asperulósido, substâncias colorantes, heterósidos de hidroxiantraquinonas (1,5%), ácido ruberítrico, rubiadino-primaverósido, rubiadino-glicósidos, purpurina. Está também presente o beta-sitosterol, um fitosterol.
No âmbito das medicinas tradicionais e alternativas é usado como colagogo, útil nas afecções hepáticas. Laxante, adstringente e como um tónico suave. Favorece a evacuação intestinal. Considera-se que apresenta actividade como emenagogo (facilita a menstruação e acalma as dores) e como abortivo. Também é usado como diurético, recomendado para todo o tipo de afecções renais (cálculos renais, cólicas, infecções) e também para a cistite. Como colerético é útil nos transtornos da vesícula biliar.
O extracto da raiz da planta é considerado desinfectante, antisséptico, antiespasmódico, sedante e anti-inflamatório.
As flores são utilizadas em infusão como antidiarreico. Em algumas regiões são consideradas como um popular afrodisíaco. Antigamente foram consideradas remédio contra a icterícia e a gota.
Apesar de todas as vantagens que se lhe apontam, a administração de extractos de Rubia pode causar alarme injustificado, já que a urina, mucosidades, suor ou leite ficam tintos de vermelho. Este efeito resulta da presença de alizarina, um dos pigmentos mais potentes de coloração vermelha.
A lucidina e a rubiadina, resultado da hidrólise do lucida-primaverósido, são altamente citotóxicas e genotóxicas. Por essas razões há que ter precaução no seu uso como antidiurético em presença de hipertensão, cardiopatias ou insuficiência renal, já que pode conduzir a uma retenção incontrolada de líquidos e à possibilidade de que se produza uma descompensação tensional.
Também há que ter em conta o conteúdo alcoólico do extracto fluido e da tintura. A planta é cancerígena e pode provocar malformações congénitas. As raízes de R. tinctorum podem causar defeitos de nascimento e aborto em humanos quando usadas internamente. Estudos em animais demonstraram que a planta é carcinogénica em ratos de laboratório.

## Taxonomia
Rubia tinctorum foi descrita por Carolus Linnaeus e publicada em Species Plantarum 1: 109, no ano de 1753.
A etimologia de Rubia, o nome genérico, deriva do latim: rubrum "rubro", uma referência ao rizoma avermelhado da planta. O epíteto específico tinctorum deriva do latim, sendo uma referência ao carácter tintureiro da planta (genitivo plural de tinctor).
O número cromossómico de Rubia tinctorum (Fam. Rubiaceae) e seus táxons infraespecíficos é 2n=44.
A espécie apresenta uma rica sinonímia:
- Galium rubia E.H.L.Krause in J.Sturm, 1904
- Rubia sylvestris Mill., 1768
- Rubia acaliculata Cav., 1793
- Rubia tinctoria Salisb., 1796
- Rubia tinctorum var. sativa Pollini, 1822
- Rubia tinctorum var. iberica Fisch. ex DC., 1830
- Rubia tinctorum var. pubescens Ledeb., 1844
- Rubia iberica (Fisch. ex DC.) K.Koch, 1851
- Rubia tinctorum f. petiolaris Sommier & Levier, 1900
- Rubia sativa Guadagno, 1914

A planta apresenta numeroso nomes comuns, quase todos referente à sua qualidade de planta tintureira ou às suas folhas ásperas.
O Município de Villasrubias, na Província de Salamanca, deve o topónimo a esta planta que abunda na região.